# Sul sentiero di guerra
Sul sentiero di guerra (Brave Warrior) è un film del 1952 diretto da Spencer Gordon Bennet.
È un western statunitense a sfondo storico ambientato nei primi anni del XIX secolo sullo sfondo della guerra anglo-americana, in particolare della battaglia di Tippecanoe. Vede come interpreti principali Jon Hall, Christine Larsen, Jay Silverheels e Michael Ansara.

## Produzione
Il film, diretto da Spencer Gordon Bennet su una sceneggiatura di Robert E. Kent, fu prodotto da Sam Katzman per la Columbia Pictures tramite la Esskay Pictures e girato nel ranch di Corriganville a Simi Valley, California, da inizio agosto a metà agosto 1951.

## Distribuzione
Il film fu distribuito con il titolo Brave Warrior negli Stati Uniti nel giugno 1952 al cinema dalla Columbia Pictures.
Altre distribuzioni:
- in Svezia il 22 settembre 1952 (Med tomahawkens rätt)
- in Finlandia il 28 novembre 1952 (Intiaanin verikosto)
- in Danimarca il 16 febbraio 1953 (Tomahawkens lov)
- in Belgio (La levée des tomahawks)
- in Brasile (Nobre Inimigo)
- in Finlandia (Indianens blodshämnd)
- in Grecia (O aetos tis kolaseos)
- in Italia (Sul sentiero di guerra)